# Złącze płetwowe

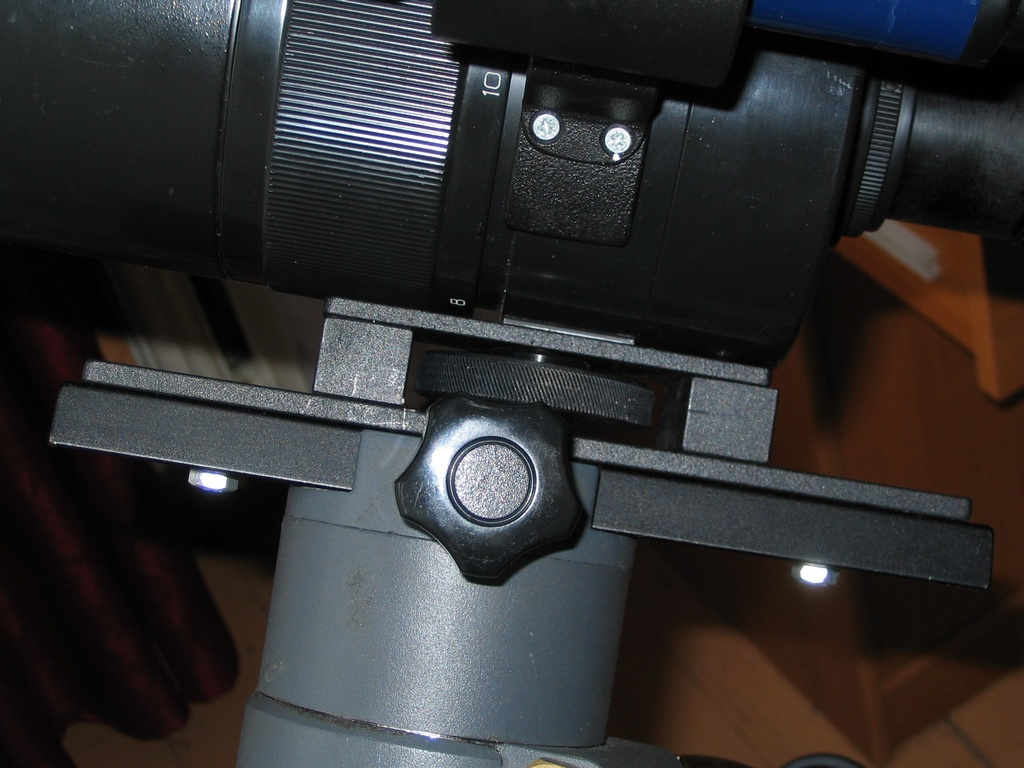
Teleskop umieszczony na montażu paralaktycznym dzięki szynie jaskółczy ogon

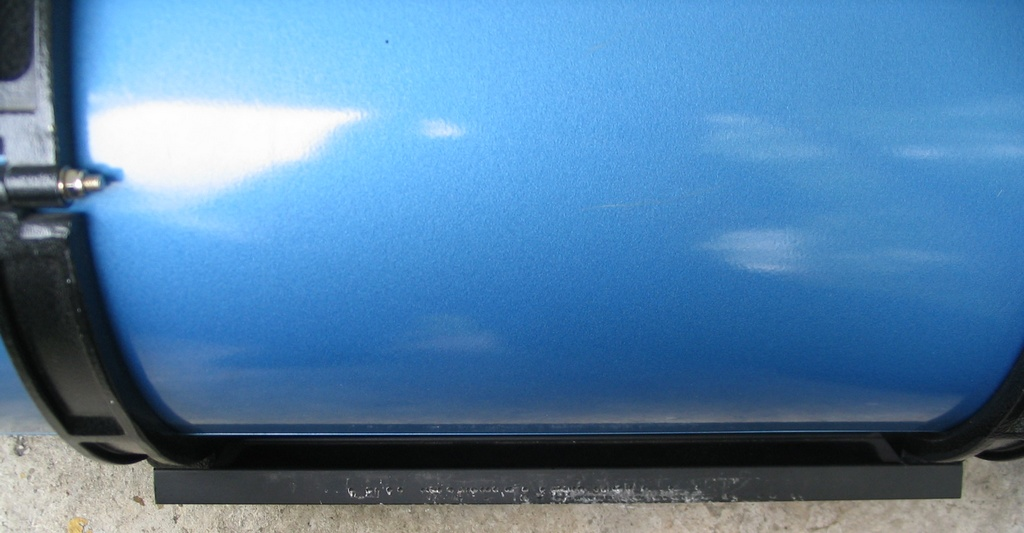
Szyna jaskółczy ogon w teleskopie systemu Newtona

Schemat działania tego typu mocowania

Złącze płetwowe (lub też jaskółczy ogon, rybi ogon) – rodzaj złącza stosowany głównie w ciesielstwie i stolarstwie. Złącze wykorzystywane także m.in. w przemyśle zbrojeniowym (przykładem mogą być pistolety, w których muszki usadowione są w zamku za pomocą tego złącza), do łączenia teleskopów z montażem, a także w rozrywce do łączenia ze sobą poszczególnych elementów puzzli. Polega na użyciu elementu o przekroju trapezu równoramiennego oraz stosownie wyprofilowanego uchwytu.